# Самарджиски, Предраг
Предраг Самарджиски (англ. Predrag Samardžiski, макед. Предраг Самарџиски; род. 11 апреля 1986 года в городе Скопье, СФРЮ (Республика Македония) — северомакедонский профессиональный баскетболист, играющий на позиции центрового.

## Карьера

### Клубная
Игрок начинал профессиональную карьеру в сербских клубах «Партизан» и ФМП, за которые выступал в сезонах 2005—2006 и 2005—2010 соответственно.
В сезоне 2008 года решил выставить свою кандидатуру на драфт НБА. Приблизительно мог быть выбран во втором раунде (45 - 57 место), однако после переговоров с менеджером отказался от участия. Всего же пытался выйти на драфт четырежды - в 2005, 2006, 2007 и 2008 годах.
После этого переехал в Турцию, где в сезоне 2010-11 играл за «Олин Эдирне».
В мае 2011 года подписал контракт с литовским «Летувос Ритас».
В январе 2013 года вернулся в Адриатическую лигу, где подписал контракт с клубом «Црвена звезда» до конца сезоне 2012-13. 1 июля 2013 года перешёл в турецкий клуб «Мерсин».

### Международная
Самарджиски выступает за национальную сборную Северной Македонии. Принимал участие в чемпионате Европы 2009 года, а также в чемпионате Европы 2011 года. Лучшее достижение - четвёртое место (2011). В среднем набирал 5,8 очков за игру на последнем турнире, а также вошёл в десятку лучших по блок-шотам.
Самарджиски критиковали за то, что центровой сборной с таким ростом (214 см) не может забивать сверху. Однако, на последнем по времени чемпионате мира в полуфинале он заменил получившего травму основного центрового Тодора Гецевски и сделал в матче с Испанией два данка против Пау и Марка Газоля. Центровой провёл свою лучшую игру на турнире, набрав 12 очков и пять подборов.